# Hong Xuanjiao
Hong Xuanjiao (desaparecida en 1864), fue una rebelde china durante la Rebelión Taiping.
Se cree que Hong Xuanjiao nació alrededor de 1830. Hermana de Hong Xiuquan, estaba entrenada en artes marciales y era la general de las tropas femeninas que luchaban en el ejército Taiping.
Se la considera mayormente hermana menor del líder de la Rebelión Taiping Hong Xiuquan, que la casó con Xiao Chaogui (1820-1852), rey del Oeste en el 'Reino Celestial de la Gran Paz' proclamado sobre los territorios conquistados. Hong Xuanjiao nació hacia 1830 y era una fiel devota de las creencias de su hermano y reconocida combatiente. Desaparece de los registros históricos en 1864 tras la caída de Tianjing o Nankín, la capital del 'Reino Celestial'.